# 円照寺 (羽生市)
円照寺（えんしょうじ）は、埼玉県羽生市にある真言宗豊山派の寺院。

## 歴史
創建年代は不明である。ただ所在地の地名である「弥勒」は当寺に由来していることから、相当の古刹であることが推測される。1873年（明治6年）の火災で記録を失ってしまったために、詳細は不明となっている。

## 「お種さん」ゆかりの寺
当寺は田山花袋の作品『田舎教師』に登場する「お種さん」こと「小川ネン」ゆかりの寺としても知られている。ネンは杜氏の父と居酒屋（作中では「小川屋」）を経営する母の間に生まれた娘で、後に『田舎教師』のモデルとなった小林秀三（作中では「林清三」）に弁当を届けることになった。ネンの死後は当寺に葬られた。後に墓碑銘は羽生市の須藤忠司市長によって書かれるなど墓の整備が行われ、「お種さんの資料館」という博物館も境内に設けられている。

## 交通アクセス
- コミュニティバス田舎教師像前停留所より徒歩4分。